# Dian Fossey
Dian Fossey (født 16. januar 1932 nær San Francisco, Californien, død ca. 26. december 1985 nær Karisoke Research Center i Rwanda) var en amerikansk etnolog og primatolog.
Hun interesserede sig for gorillaer, specielt bjerggorillaer, og studerede dem dagligt i Rwandas bjergskovene i tilknytning til Karisoke Research Center, et forskningscenter hun oprettede i Volcanoes National Park i 1967.
Dian Fossey var i sit arbejde inspireret meget af palæontologen Louis Leakey, og Fosseys arbejde minder på mange områder om Jane Goodalls arbejde med chimpanser.
Hun blev fundet myrdet 53 år gammel i sit hytte i Virunga-området nær Ruhengeri i Rwanda i 1985. Mordet har været omgærdet af megen mystik, men indikationer tyder på at mordet blev planlagt af Protais Zigiranyirazo, tidligere guvernør i Ruhengeri, og senere kendt for at have etableret de dødspatruljer, som deltog i drabene på over 800.000 rwandere omkring 1994.
Hendes bog Gorillas in the Mist (fra 1983) er en beskrivelse af såvel hendes videnskabelige arbejde som af de dele af hendes personlige livsforløb, som førte hende til studierne af gorillaer i Afrika. Dele af bogen er senere filmatiseret i filmen af samme navn (og på dansk Gorillaer i disen) fra 1988 med Sigourney Weaver i rollen som Dian Fossey. 
Den britiske tv-dokumentar fra 2017, Dian Fossey: Secrets in the Mist  sætter nøjere fokus på omstændighederne ved hendes død. Filmen kritiserer de mangelfulde undersøgelser og følger op på anklagerne, der blev rettet mod Fosseys medarbejdere. Endvidere rettes en anklage mod guldsmuglere som skulle være grebet som krybskytter, mens de førte guldtransporter gennem Fosseys arbejdsområde.